# احتجاجات 2005 (اليمن)
احتجاجات 2005 هي احتجاجات عنيفة اشتملت على التظاهرات وأعمال الشغب واحتجاز الناقلات النفطية، اندلعت في 19 يوليو 2005 في عدد من المدن اليمنية رفضا لتقليص الدعم الحكومي للمشتقات النفطية وعرفت شعبيا باسم "الجرعة"، وسقط خلال المواجهات مع قوات الأمن قتلى وجرحى.

## الأسباب
شكل قرار الحكومة اليمنية يوم 19 يوليو 2005 بتقلص الدعم الحكومي للمشتقات النفطية ورفع سعرها السبب الأساسي في اندلاع التظاهرات وأعمال الشغب واحتجاز ناقلات النفط في محافظة مارب شرق العاصمة صنعاء، أدى القرار إلى ارتفاع سعر لتر البنزين من 35 ريالا يمنيا إلى 65 ريالا يمنيا ورفع سعر لتر الديزل من 17 ريالا إلى 45 ريالا ورفع سعر اسطوانة الغاز المنزلي من 205 ريال الى 400 ريال، مما تسبب في ارتفاع أسعار المواد الغذائية في السوق اليمني، بررت الحكومة سبب تقليص الدعم بارتفاع أسعار المشتقات النفطية عالميا.

## التظاهرات وأعمال الشغب
شهدت مدن صنعاء وعدن وإب وذمار وتعز والحديدة ومأرب والضالع وصعدة  عقب إعلان القرار تظاهرات وأعمال شغب وقطع للطرقات ومصادمات بين قوات الأمن والمتظاهرين استمرت التظاهرات مدة ثلاثة أيام، استخدمت قوات الأمن الهراوات والغاز المسيل للدموع ورصاص الحي في تفريق التظاهرات والتصدي لأعمال الشغب وفتح الطرق المغلقة، هاجم المتظاهرون مجلس الوزراء اليمني وأطلق بعضهم النار بتجاه مكتب رئيس الوزراء وتدخلت قوات الجيش لفض التظاهرات، خلال التصادمات قتل ما لا يقل يقل عن 39 شخصا بينهم 4 جنود أمن وأصيب ما لا يقل عن 50 متظاهرا واعتقلت قوات الأمن عشرات المشاركين في التظاهرات، خلال التظاهرات نشرت قوات الجيش والحرس الجمهوري قواتها إضافة للدبابات في محيط المؤسسات الحكومية.

## احتجاز الناقلات
في محافظة مارب شرق العاصمة صنعاء احتجز مسلحو القبائل 63 ناقلة محملة بأسطوانات الغاز المنزلي احتجاجا على قرار رفع الدعم عن المشتقات النفطية ورفع أسعارها وأثرها على المزارعين حيث يعمل أغلب أبناء القبائل في الزراعة ويستخدمون الديزل في استخراج المياه من الآبار.

## ردود الفعل
- فرنسا حذرت الحكومة الفرنسية رعاياها من السفر إلى اليمن وأعلنت اتخاذ تدبير الحماية اللازمة للفرنسيين في اليمن.[7]
- المعارضة اليمنية "أحزاب اللقاء المشرك" رفضت قرار تقليص الدعم الحكومي عن المشتقات النفطية وحملت الحكومة مسؤولية تبعات القرار.[1]